# Ласта (предузеће)
Ласта, званично Саобраћајно предузеће Ласта а.д. Београд је српска аутобуска компанија стационирана у Београду. Део је паневропске мреже Еуролајнс и управља аутобусима на свеобухватној мрежи рута широм Србије и Европе.

## Историјат
Ласта је основана 18. фебруара 1947. године. Током прве две деценије постојања, углавном је радила као превозник терета, а делимично и као превозник путника. Од касних шездесетих година ради само као превозник путника.
Данас Ласта пружа јавни превоз у оквиру града Београда, међуградске линије до свих делова Србије, као и међународне линије до одредишта у Европи. Његова аутобуска линија од Београда (Србија) до Париза (Француска) функционише више од 40 година. Са око 1.000 аутобуса, Ласта је превозник приградског превоза у Београду, Крагујевцу, Аранђеловцу и другим општинама у централној Србији. У приградском превозу Београда, Ласта учествује са око 300 аутобуса. Домаће предузеће Ласта поседује Ластру Лазаревац, другу компанију за аутобуски превоз која има око 100 аутобуса. У свом власништву, Ласта има 35% акција Панонијабуса.
У августу 2019. године, Ласта је представила 30 нових аутобуса у свом возном парку, које производи турска компанија ТЕМСА.

## Галерија
- Ласта у Београду
- Ласта Београд у Сплиту
- Ласта аутобус у Новом Саду
- Ластин градски зглобни аутобус ИК-206